# Компания с ограниченной ответственностью
«Компания с ограниченной ответственностью» (бенг. সীমাবদ্ধ, Shimabôddho) — фильм-драма 1971 года индийского режиссёра Сатьяджита Рая. Второй фильм из трилогии о Калькутте, в которую также входят фильмы «Противник» (1971) и «Посредник» (1976).

## Сюжет
Психологическая драма, показывающая восхождение молодого руководителя вверх по карьерной лестнице и его медленное погружение в коррупцию, увиденные глазами младшей сестры его жены.
Шьямал — менеджер по маркетингу в британской фирме в Калькутте, которая занимается производством вентиляторов. Он стремится стать директором фирмы, но его конкурент имеет родственника в совете директоров. Однажды в гости к Шьямалу приезжает Тутул, младшая сестра его жены. Ей нравится Шьямал и она завидует браку сестры с ним. Шьямал показывает ей прелести городской жизни — коктейли, клубы и скачки.
Жизнь Шьямала идёт гладко, пока он не узнаёт, что партия вентиляторов, предназначенная для экспорта, неисправна. Есть не так много времени, чтобы устранить неполадки. Эта ситуация может привести к отмене экспортных контрактов и концу его мечте стать директором.
Шьямал провоцирует на заводе забастовку, во время которой был ранен охранник. После этого объявляется локаут и контракт спасён.
Шьямал становится директором, но он низко падает, как в глазах Тутул, так и в своих собственных.

## В ролях
| Актёр                    | Роль                          |
| ------------------------ | ----------------------------- |
| Барун Чанда              | Шьямаленду (Шьямал) Чаттерджи |
| Парумита Чоудхари        | Долан (жена Шьямала)          |
| Шармила Тагор            | Тутул                         |
| Аджой Банерджи           |                               |
| Харадхан Баннерджи       | Талукдар                      |
| Хариндранат Чаттопадхьяй | Барен Рой                     |
| Шефали                   | танцовщица кабаре             |

## Награды
- President's Gold Medal, Нью-Дели, 1972
- PIPRESCI Award, Венеция, 1972